# Olympische Sommerspiele 2004/Segeln
Bei den XXVIII. Olympischen Sommerspielen 2004 in Athen fanden elf Wettkämpfe im Segeln statt, je vier Klassen für Männer und Frauen sowie drei gemischte Klassen. Austragungsort war das Olympische Segelzentrum Agios Kosmas, gelegen zwischen dem Faliro Coastal Zone Olympic Sports Complex und Glyfada, einem der vornehmsten Vororte von Athen.

## Bilanz

### Medaillenspiegel
| Platz | Land                | Gold | Silber | Bronze | Gesamt |
| ----- | ------------------- | ---- | ------ | ------ | ------ |
| 01    | Großbritannien      | 2    | 1      | 2      | 5      |
| 02    | Brasilien           | 2    | —      | —      | 2      |
| 03    | Spanien             | 1    | 2      | —      | 3      |
| 04    | Österreich          | 1    | 1      | —      | 2      |
| 04    | Griechenland        | 1    | 1      | —      | 2      |
| 04    | Vereinigte Staaten  | 1    | 1      | —      | 2      |
| 07    | Frankreich          | 1    | —      | 1      | 2      |
| 08    | Israel              | 1    | —      | —      | 1      |
| 08    | Norwegen            | 1    | —      | —      | 1      |
| 10    | Ukraine             | —    | 2      | —      | 2      |
| 11    | Kanada              | —    | 1      | —      | 1      |
| 11    | Volksrepublik China | —    | 1      | —      | 1      |
| 11    | Tschechien          | —    | 1      | —      | 1      |
| 14    | Dänemark            | —    | —      | 2      | 2      |
| 15    | Argentinien         | —    | —      | 1      | 1      |
| 15    | Italien             | —    | —      | 1      | 1      |
| 15    | Japan               | —    | —      | 1      | 1      |
| 15    | Polen               | —    | —      | 1      | 1      |
| 15    | Slowenien           | —    | —      | 1      | 1      |
| 15    | Schweden            | —    | —      | 1      | 1      |

### Medaillengewinner
Männer
| Disziplin   | Gold                                           | Silber                                   | Bronze                                  |
| ----------- | ---------------------------------------------- | ---------------------------------------- | --------------------------------------- |
| Windsurfen  | Gal Fridman                                    | Nikolaos Kaklamanakis                    | Nick Dempsey                            |
| Finn Dinghy | Ben Ainslie                                    | Rafael Trujillo                          | Mateusz Kusznierewicz                   |
| 470er       | Vereinigte Staaten Kevin Burnham Paul Foerster | Großbritannien Joe Glanfield Nick Rogers | Japan Kazuto Seki Kenjirō Todoroki      |
| Star        | Brasilien Marcelo Ferreira Torben Grael        | Kanada Ross MacDonald Mike Wolfs         | Frankreich Pascal Rambeau Xavier Rohart |

Frauen
| Disziplin  | Gold                                                    | Silber                                                     | Bronze                                                |
| ---------- | ------------------------------------------------------- | ---------------------------------------------------------- | ----------------------------------------------------- |
| Windsurfen | Faustine Merret                                         | Yin Jian                                                   | Alessandra Sensini                                    |
| Europe     | Siren Sundby                                            | Lenka Šmídová                                              | Signe Livbjerg                                        |
| 470er      | Griechenland Sofia Bekatorou Aimilia Tsoulfa            | Spanien Natalia Vía Dufresne Sandra Azón                   | Schweden Therese Torgersson Vendela Zachrisson        |
| Yngling    | Großbritannien Sarah Ayton Shirley Robertson Sarah Webb | Ukraine Hanna Kalinina Switlana Matewuschewa Ruslana Taran | Dänemark Dorte Jensen Helle Jespersen Christina Otzen |

Offene Klassen
| Disziplin | Gold                                          | Silber                                          | Bronze                                     |
| --------- | --------------------------------------------- | ----------------------------------------------- | ------------------------------------------ |
| Laser     | Robert Scheidt                                | Andreas Geritzer                                | Vasilij Žbogar                             |
| 49er      | Spanien Iker Martínez Xabier Fernández        | Ukraine Rodion Luka Heorhij Leontschuk          | Großbritannien Chris Draper Simon Hiscocks |
| Tornado   | Österreich Roman Hagara Hans-Peter Steinacher | Vereinigte Staaten John Lovell Charlie Ogletree | Argentinien Santiago Lange Carlos Espínola |

## Ergebnisse Männer

### Finn Dinghy
| Platz | Land | Athlet                | Punkte |
| ----- | ---- | --------------------- | ------ |
| 1     | GBR  | Ben Ainslie           | 38     |
| 2     | ESP  | Rafael Trujillo       | 51     |
| 3     | POL  | Mateusz Kusznierewicz | 53     |
| 4     | CRO  | Karlo Kuret           | 61     |
| 5     | GRE  | Emilios Papathanasiou | 72,4   |
| 6     | AUS  | Anthony Nossiter      | 93     |
| 7     | BEL  | Sébastien Godefroid   | 96     |
| 8     | FRA  | Guillaume Florent     | 96     |

### 470er
| Platz | Land | Athleten                          | Punkte |
| ----- | ---- | --------------------------------- | ------ |
| 1     | USA  | Kevin Burnham Paul Foerster       | 71     |
| 2     | GBR  | Joe Glanfield Nick Rogers         | 74     |
| 3     | JPN  | Kazuto Seki Kenjirō Todoroki      | 90     |
| 4     | SWE  | Johan Mollund Martin Andersson    | 94     |
| 5     | FRA  | Gildas Philippe Nicolas Le Berre  | 97     |
| 6     | NED  | Sven Coster Kalle Coster          | 101    |
| 7     | POR  | Alvaro Marinho Miguel Nunes       | 103    |
| 8     | BRA  | Alexandre Paradeda Bernardo Arndt | 104    |

### Star
| Platz | Land | Athleten                       | Punkte |
| ----- | ---- | ------------------------------ | ------ |
| 1     | BRA  | Marcelo Ferreira Torben Grael  | 42     |
| 2     | CAN  | Ross MacDonald Mike Wolfs      | 51,2   |
| 3     | FRA  | Pascal Rambeau Xavier Rohart   | 54     |
| 4     | SUI  | Flavio Marazzi Enrico De Maria | 70     |
| 5     | USA  | Paul Cayaro Phil Trinter       | 71     |
| 6     | GBR  | Iain Percy Steve Mitchell      | 73     |
| 7     | ITA  | Francesco Bruni Guido Vigna    | 75     |
| 8     | BER  | Peter Bromby Lee White         | 82     |

### Windsurfen(Mistral)
| Platz | Land | Athlet                 | Punkte |
| ----- | ---- | ---------------------- | ------ |
| 1     | ISR  | Gal Fridman            | 42     |
| 2     | GRE  | Nikolaos Kaklamanakis  | 52     |
| 3     | GBR  | Nick Dempsey           | 53     |
| 4     | BRA  | Ricardo Santos         | 54     |
| 5     | POL  | Przemysław Miarczyński | 73     |
| 6     | POR  | João Rodrigues         | 78     |
| 7     | CHN  | Zhou Yuanguo           | 84     |
| 8     | AUS  | Lars Kleppich          | 84     |

## Ergebnisse Frauen

### Europe
| Platz | Land | Athlet         | Punkte |
| ----- | ---- | -------------- | ------ |
| 1     | NOR  | Siren Sundby   | 47     |
| 2     | CZE  | Lenka Šmídová  | 65     |
| 3     | DEN  | Signe Livbjerg | 74     |
| 4     | AUS  | Sarah Blanck   | 75     |
| 5     | FIN  | Sari Multala   | 85     |
| 6     | ARG  | Serena Amato   | 86     |
| 7     | CHN  | Shen Xiaoying  | 88     |
| 8     | NZL  | Sarah Macky    | 91     |

### 470er
| Platz | Land | Athleten                              | Punkte |
| ----- | ---- | ------------------------------------- | ------ |
| 1     | GRE  | Sofia Bekatorou Aimilia Tsoulfa       | 38     |
| 2     | ESP  | Natalia Vía Dufresne Sandra Azón      | 62     |
| 3     | SWE  | Therese Torgersson Vendela Zachrisson | 63     |
| 4     | SLO  | Vesna Dekleva Klara Maucec            | 65     |
| 5     | USA  | Katie McDowell Isabelle Kinsolving    | 84     |
| 6     | DEN  | Susanne Ward Michaela Meehan          | 89     |
| 7     | GBR  | Christina Bassadone Katherine Hopson  | 91     |
| 8     | RUS  | Vlada Ilienko Natalia Gaponowitsch    | 94     |

### Yngling
| Platz | Land | Athleten                                           | Punkte |
| ----- | ---- | -------------------------------------------------- | ------ |
| 1     | GBR  | Sarah Ayton Shirley Robertson Sarah Webb           | 39     |
| 2     | UKR  | Hanna Kalinina Switlana Matewuschewa Ruslana Taran | 50     |
| 3     | DEN  | Dorte Jensen Helle Jespersen Christina Otzen       | 54     |
| 4     | NED  | Annelies Thies Annemieke Bes Petronella de Jong    | 56     |
| 5     | FRA  | Anne Le Helley Elodie Lesaffre Marion Deplanque    | 57     |
| 6     | GER  | Kristin Wagner Anna Höll Veronika Lochbrunner      | 76     |
| 7     | NZL  | Sharon Ferris Joanna White Kylie Jameson           | 77     |
| 8     | RUS  | Jekaterina Skudina Tatjana Larzewa Diana Kruzkich  | 79     |

### Windsurfen(Mistral)
| Platz | Land | Athlet             | Punkte |
| ----- | ---- | ------------------ | ------ |
| 1     | FRA  | Faustine Merret    | 31     |
| 2     | CHN  | Yin Jian           | 33     |
| 3     | ITA  | Alessandra Sensini | 34     |
| 4     | HKG  | Lee Lai-shan       | 42     |
| 5     | NZL  | Barbara Kendall    | 58     |
| 6     | AUS  | Jessica Crisp      | 74     |
| 7     | GER  | Amelie Lux         | 87     |
| 8     | ESP  | Blanca Manchón     | 95     |

## Ergebnisse Offene Klassen

### Laser
| Platz | Land | Athlet           | Punkte |
| ----- | ---- | ---------------- | ------ |
| 1     | BRA  | Robert Scheidt   | 55     |
| 2     | AUT  | Andreas Geritzer | 68     |
| 3     | SLO  | Vasilij Žbogar   | 76     |
| 4     | GBR  | Paul Goodison    | 81     |
| 5     | POR  | Gustavo Lima     | 88     |
| 6     | SWE  | Karl Suneson     | 104    |
| 7     | NZL  | Hamish Pepper    | 108,3  |
| 8     | USA  | Mark Mendelblatt | 111    |

### 49er
| Platz | Land | Athleten                        | Punkte |
| ----- | ---- | ------------------------------- | ------ |
| 1     | ESP  | Iker Martínez Xabier Fernández  | 67     |
| 2     | UKR  | Rodion Luka Heorhij Leontschuk  | 72     |
| 3     | GBR  | Chris Draper Simon Hiscocks     | 77     |
| 4     | NOR  | Christoffer Sundby Frode Bovim  | 88     |
| 5     | USA  | Tim Wadlow Pete Spaulding       | 92     |
| 6     | BRA  | André Fonseca Rodrigo Duarte    | 104    |
| 7     | AUS  | Christopher Nicholson Gary Boyd | 105    |
| 8     | FIN  | Thomas Johanson Jukka Piirainen | 111    |

### Tornado
| Platz | Land | Athleten                           | Punkte |
| ----- | ---- | ---------------------------------- | ------ |
| 1     | AUT  | Roman Hagara Hans-Peter Steinacher | 34     |
| 2     | USA  | John Lovell Charlie Ogletree       | 45     |
| 3     | ARG  | Santiago Lange Carlos Espínola     | 54     |
| 4     | FRA  | Olivier Backes Laurent Voiron      | 57     |
| 5     | NED  | Mitch Booth Herbert Dercksen       | 61     |
| 6     | AUS  | Darren Bundock John Forbes         | 62     |
| 7     | PUR  | Quique Figueroa Jorge Hernandez    | 72     |
| 8     | ESP  | Fernando Echávarri Antón Paz       | 74,8   |

Es waren die ersten Goldmedaillen im Segeln die zweimal hintereinander vom selben Team errungen wurden.